# Eduard Faber (Ingenieur)
Eduard Faber (* 3. Oktober 1853 in Meckenheim; † 2. Mai 1930 in München) war ein deutscher Wasserbauingenieur, bayerischer Baubeamter und Hochschullehrer.

## Leben
Ab 1873 studierte er an der Technischen Hochschule München. 1877 trat er in den königlich bayerischen Staatsdienst beim Straßen- und Flussbauamt in Speyer. Von 1886 bis 1889 war er beim Zentralbüro für Hydrographie und Meteorologie der großherzoglich badischen Oberdirektion für Straßen- und Wasserbau in Karlsruhe beschäftigt. Ab 1890 arbeitete er bei den Straßen- und Flussbauämtern Würzburg, Traunstein und Rosenheim. Zwischenzeitlich leitete er das Technische Amt des Vereins für die Hebung der Fluß- und Kanalschiffahrt in Bayern, wobei er Grundlagen für den Bau des Rhein-Main-Donau-Kanals schuf. 1908 wurde Faber in die Oberste Baubehörde des bayerischen Ministeriums des Inneren berufen. 1918 trat er in den Ruhestand.
Faber befasste sich vorrangig mit der bautechnischen Behandlung geschiebeführender Flüsse. Große Verdienste erwarb er sich auch um den Ausbau der Wasserstraßen in Bayern und dessen Nachbarstaatem. Für seine Leistungen verliehen ihm die Technische Hochschule Dresden 1920 und die Universität Erlangen wenig später die Ehrendoktorwürde. Später widmete er sich seinen Arbeiten über die Nutzung der Wasserkraft und bei seinen Entwürfen für die Schifffahrtsstraßen. Er wurde in Speyer beigesetzt.

## Schriften
- Die Strombett-Regulierung des Oberrheins. In: Deutsche Bauzeitung, Jahrgang 1885, S. #.
- Über neuere Methoden des Flussbaues. Danubius, Wien 1897.
- Der öffentliche Baudienst in Bayern. In: Deutsche Bauzeitung, Jahrgang 1917, S. #.
- Das Verhalten der beweglichen Sohle in geschiebeführenden Flüssen bei steigendem und fallendem Wasser. In: Die Bautechnik, Jahrgang 1923. S. #.